# Зграда Министарства пошта
Зграда Министарства пошта налази се у градској општини Стари град, између Палмотићеве 2 и улице Мајке Јевросиме 13 у Београду. Уврштена је у споменик културе Србије.

## Историјат  и архитектура
Објекат је грађен у периоду од 1926. до 1930. године, у том периоду била једна од највећих зграда у Београду, а пројектовао ју је српски архитекта Момир Коруновић.  Традиционални облик основе и троделна подела фасаде везују га за конвенционална, академска решења административних објеката, док по свему осталом представља типичну романтичарско-експресионистичку грађевину. Декоративни низови просторија налазе се са обе стране коридора и формирају основу у облику „П“ са унутрашњим двориштем. Безорнаментално приземље надвисује живљи, перфорирани део главног зидног платна. На фасади објекта налазе се дводелни и троделних прозори са луковима, венцима, пиластерима и скулптурама. У основним масама издвајају се бочне куле наглашене монументалности. Спољни део објекта указује на Коруновићеву инспирацију у ризници српског средњовековног неимарства, европског романтичарског наслеђа и сецесије. Архитектонски елементи објекта преузети су из стилова различитих епоха и поднебља и заједно тако спојени у оригиналну експресионистичку целину „немирне силуете“ грађевине, појачане сукобом и прожимањем таласастих облика и хоризонталних и вертикалних маса.
Објекат је од значајне архитектонске и културно-историјске вредности. Један је од најсачуванијих дела Момира Коруновића и пример развоја модерног националног стила Србије.